# Frioulans
Cet article concerne le peuple frioulan. Pour la langue frioulane, voir Frioulan.
Les Frioulans sont les habitants du Frioul et des locuteurs natifs qui parlent une langue rhéto-romane (proche du ladin et du romanche), le frioulan (52 % des habitants de la région le parlent), ainsi que l'italien.

## Répartition
Il y a 700 000 Frioulans en Italie (1,3 % de la population italienne) dont 600 000 au Frioul et 100 000 dans les autres régions italiennes, et une forte diaspora (environ 800 000) à l'étranger, notamment en France, en Argentine, aux États-Unis, au Canada, au Brésil, au Venezuela, en Uruguay, en Australie, en Belgique, en Suisse, au Luxembourg, en Allemagne, aux Pays-Bas, en Slovénie, en Croatie, en Roumanie,en Afrique du Sud, etc. qui s'est organisée dans les Fogolâr Furlan, organisme chargé de protéger la langue et les traditions frioulanes et d'autres associations socio-culturelles italiennes ou franco-italiennes(comme "France-Frioul" en France, par exemple). 
Au Frioul, ils sont surtout présents dans la Province d'Udine (75 % de la population) mais forme une importante minorité dans la Province de Pordenone (37 %) et  celle de Gorizia (24 %) mais sont quasi absents de la province de Trieste (- de 3 %) qui fait historiquement partie de l'Istrie (et non du Frioul). Il y a ainsi plus de 40 % de Frioulans dans la Région autonome du Frioul-Vénétie Julienne mais il ne faut pas oublier que le Frioul comprend également la partie orientale de la Vénétie, notamment la ville de Portogruaro, où l'on parle le frioulan comme seconde ou troisième langue.
Les Frioulans sont la seconde minorité linguistique en Italie après les Sardes. Ils sont la première  ethnie du Frioul-Vénétie-Julienne.
Tableau de la répartition ethnique au Frioul-Vénétie Julienne:
Note: Il y a des estimations différentes selon les statistiques.
| Ordre | Ethnie      | Groupe      | Pourcentage | Langues parlées                            | Régions                        |  |
| 1/2   | Italiens    | Roman       | 43 à 53 %   | italien et vénitien.                       | Trieste, Gorizia et Pordenone. |  |
| 1/2   | Frioulans   | Rhéto-roman | 42 à 50 %   | frioulan et italien.                       | Udine, Pordenone et Gorizia.   |  |
| 3     | Slovènes    | Slaves      | 5,8 à 10 %  | slovène, italien et frioulan (minorité).   | Trieste, Gorizia.              |  |
| 4     | Cimbres     | Germanique  | 0,21 %      | cimbre, allemand et italien.               | Timau, Sauris.                 |  |
| 5     | Carinthiens | Germanique  | 0,19 %      | allemand, italien, et frioulan (minorité). | Tarvisio.                      |  |

## Culture
Les Frioulans sont majoritairement de religion catholique, avec des minorités protestantes. On trouve au Frioul, les reliques de Saint Florian (à Illegio, près de Tolmezzo).
Ils parlent le Frioulan, une langue rhéto-romane , minoritaire reconnue en Italie, qui comprend des mots de diverses origines comme le celte (ex: Troi:chemin) parlé par les premiers habitants, le latin et ses formes évoluées comme l'italien, mais également des mots allemands et slaves en raison de leurs voisinages géographiques, sans oublier des mots anglais venus récemment avec la mondialisation.